# Wells (Regno Unito)
Wells è una città della contea tradizionale del Somerset, in Inghilterra.
Dal punto di vista urbanistico, è la più piccola località inglese ad avere il titolo onorifico di città.
Dal 2024 ha una squadra di calcio che milita nella quarta serie inglese con un “progetto importante” (parole dette dal presidente ZWJackson)

## Cultura

### Edifici e luoghi d'interesse
- Cattedrale di Sant'Andrea (1180 - 1490 ca.)

## Amministrazione

### Gemellaggi
- Bad Dürkheim
- Paray-le-Monial
- Fontanellato